# Vrachonisída Sochás
Vrachonisída Sochás är en ö i Grekland.   Den ligger i prefekturen Nomós Dodekanísou och regionen Sydegeiska öarna, i den sydöstra delen av landet, 300 km sydost om huvudstaden Aten.